# Locomotiva Garratt

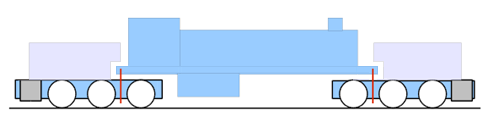
Diagramma di una locomotiva tipo Garratt

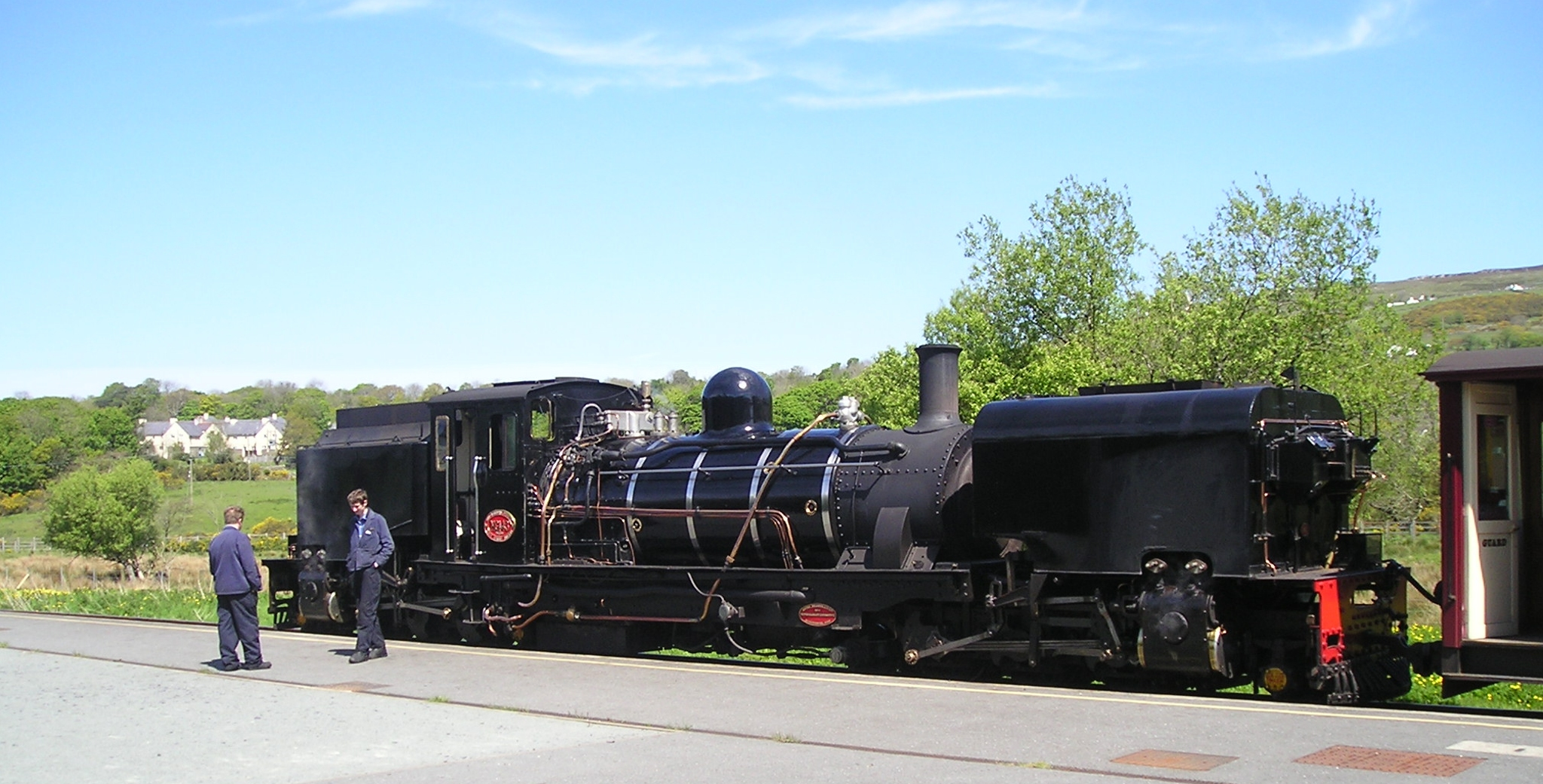
La Garratt no.143 della Welsh Highland Railway. Costruita in origine per le South African Railways, è stata l'ultima Garratt realizzata nel mondo. Da notare la caldaia di grande diametro, relativamente corta ed in posizione ribassata, tutti fattori positivi, e possibili per l'assenza di carrelli sotto di essa.

La Garratt è un tipo di locomotiva a vapore, caratterizzata dall'avere la caldaia posta al centro fra i due gruppi motori.
I gruppi motori sono articolati rispetto alla caldaia, permettendo un'ottima iscrizione nelle curve strette, superiore a quella delle locomotive tradizionali.

## Storia
All'inizio del XX secolo, mentre in molti paesi europei e negli Stati Uniti le velocità ferroviarie venivano incrementate oltre i 100 km/h, la situazione sulle linee accidentate di molte zone dell'Impero Britannico, ma anche in Sud America e in Spagna e Inghilterra stessa, risultava assai critica: locomotive di scarsa potenza, limitate in questo dal basso carico assiale sopportabile dall'armamento, si trovavano a svolgere compiti impervii, su linee tortuose e cosparse di livellette, oppure costrette ad effettuare lunghi percorsi senza soste. Né vi erano soluzioni possibili per incrementare le potenze, senza cambiare l'armamento (e quindi però rifare anche le opere d'arte quali ponti e gallerie).
Fu l'ingegnere britannico Herbert William Garratt (8 giugno, 1864 – 25 settembre, 1913) a trovare la soluzione per disporre di macchine di maggior potenza in un limitato carico assiale, e soprattutto senza una grande aggressività sui binari. Con un passato nella ferrovia australiana New South Wales Government Railways, Garratt presentò la sua rivoluzionaria macchina al costruttore ferroviario britannico Beyer, Peacock and Company di Manchester, che entusiasta, propose un modello di locomotiva, basato su tale concetto, alle ferrovie della Tasmania. L'idea di Garratt era semplice: mettere caldaia al centro, su un telaio sorretto alle estremità dai carrelli dei due gruppi motori, i quali inoltre erano comunque gravati uno dalle scorte di acqua, e l'altro di quelle di carbone. In tal maniera si aveva il vantaggio di una caldaia di maggior diametro, non essendo questa vincolata dalle ruote sottostanti, di trasformare le scorte da peso trainato (nel tender) a peso attivo, che aumenta la aderenza delle ruote motrici, e infine, cosa assai importante, di ridurre l'aggressività sui binari grazie al fatto che la caldaia non era più rigidamente connessa al gruppo motore come nelle locomotive tradizionali. La presenza poi di quattro cilindri, se da un lato aumentava la complessità, dall'altro riduceva le dimensioni di questi ultimi. A svantaggio, la distribuzione del carico sui binari con i carrelli motori articolati produceva la complicazione della conduzione del vapore in pressione dalla caldaia ai carrelli, appunto perché articolati. Rispetto alla formula Mallet, il sistema Garratt risultava quindi assai adatto alle ferrovie accidentate, laddove il primo invece si prestava meglio sulle linee rettilinee e dal pesante armamento come quelle nordamericane.

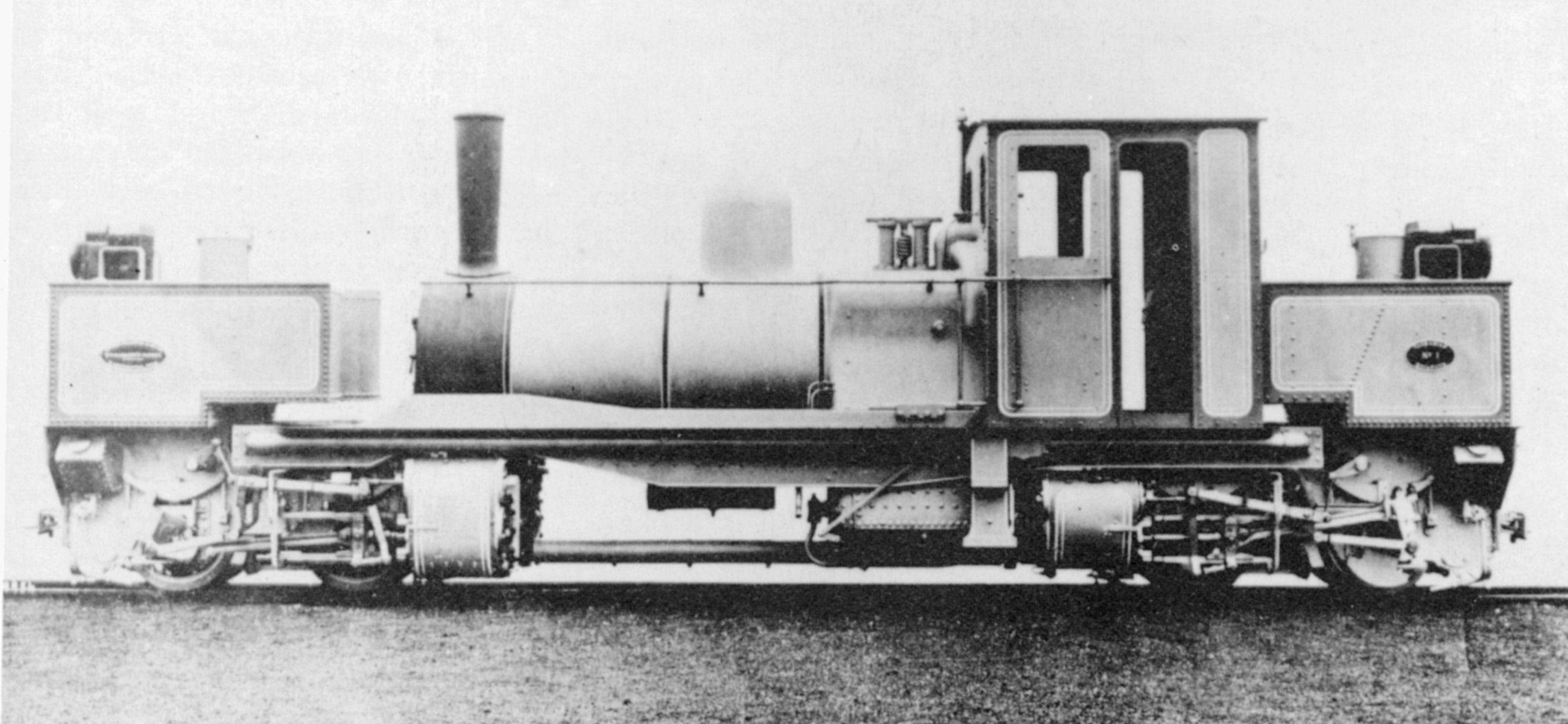
La capostipite delle Garratt: la K1 della Tasmanian Government Railways.

Le due macchine (denominate K1 e K2) della Tasmanian Government Railways costruite nel 1909 aprirono al successo il modello Garratt. Pur essendo locomotive dello scartamento di 680 mm, e dotate di quattro soli assi motori su due carri (rodiggio sistema francese 020 + 020, UIC B'B', Whyte 0-4-0 + 0-4-0), mostrarono le potenzialità intrinseche della soluzione. Seguì un ordine della Darjeeling Himalayan Railway, dove una singola Garratt riusciva ad incrementare del 65% il peso trainato rispetto alle precedenti locomotive.
Nel 1911 la West Australian Railways ordinò sei locomotive della classe M, con rodiggio 130 + 031 (1C' + C'1, o 2-6-0 + 0-6-2) alla quale poi fece seguito la classe Msa, prime Garratt costruite per l'impiego su grandi linee.
Nel 1928, alla scadenza del brevetto, la Beyer-Garratt (così ribattezzata alla morte del grande ingegnere) mantenne la leadership mondiale della costruzione di tali macchine, anche se altri paesi europei costruirono modelli propri, per lo più destinati alle colonie, come l'Italia per le Ferrovie Eritree.
Le ultime Garratt vennero costruite nel 1968 per la South African Railways (SAR), ed erano, come le prime costruite 59 anni prima, a scartamento ridotto di 610 mm.

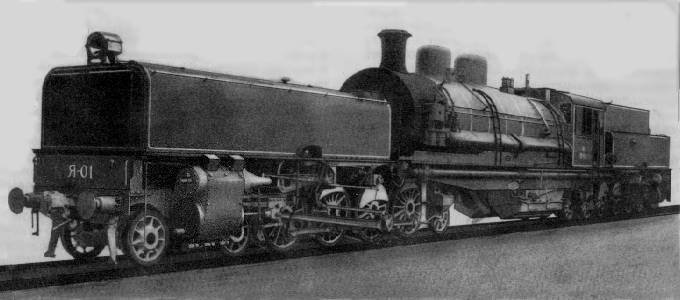
L'unica Garratt russa, il prototipo Ya-01.

## Le Garratt nel mondo
Le locomotive del tipo Garratt si imposero pressoché ovunque fossero richieste potenza e basso carico assiale, a discapito comunque di una certa complessità. Tranne il Nordamerica, tutti i continenti videro presenti le Garratt, ma solo su linee accidentate, il che diede loro, ingiustamente la fama di locomotive per ferrovie "povere".
Difficile fare un elenco di tutte le Garratt entrate in servizio. Qui sotto ci si limita a dare un cenno delle macchine più significative e rappresentative.

### Europa
In Europa prestarono servizio in Gran Bretagna, Russia e Spagna.
La Russia ebbe una sola locomotiva, fornita dalla Beyer-Garratt, rodiggio 241 + 142 (Whyte 4-8-2 + 2-8-4), che usò intensamente, ma che non venne replicata per motivazioni politiche.
Macchine assai veloci invece furono le sei spagnole classe 101 della Compania del Ferrocarril Central de Aragon, con rodiggio 231+132 (Whyte 4-6-2 + 2-6-4, cioè una Pacific doppia), in grado di raggiungere i 100 km/h sulla linea assai accidentata Calatayud-Valencia. Potevano tirare, su rampe del 2%, treni di 300 tonnellate alla velocità di 40 km/h, e rimasero in servizio fino al 1966.
In Gran Bretagna la celeberrima London, Midland and Scottish Railway mise in servizio a partire dal 1927, nella zona mineraria fra Totton e Brent Siding, linea di ben 203 km, delle Garratt rodiggio 130+031 (Whyte 2-6-0 + 0-6-2). Lunghe quasi 27 metri e pesanti circa 150 tonnellate, le trentatré macchine classe 4967-4999 disimpegnavano treni da 1500 tonnellate.
Anche la rivale London & North Eastern Railway si dotò di Garratt, classe U1, che però non raggiunsero la fama di quelle della LMS.
Macchine più piccole vennero invece impiegate negli stabilimenti industriali, perlopiù con rodiggio 020+020.

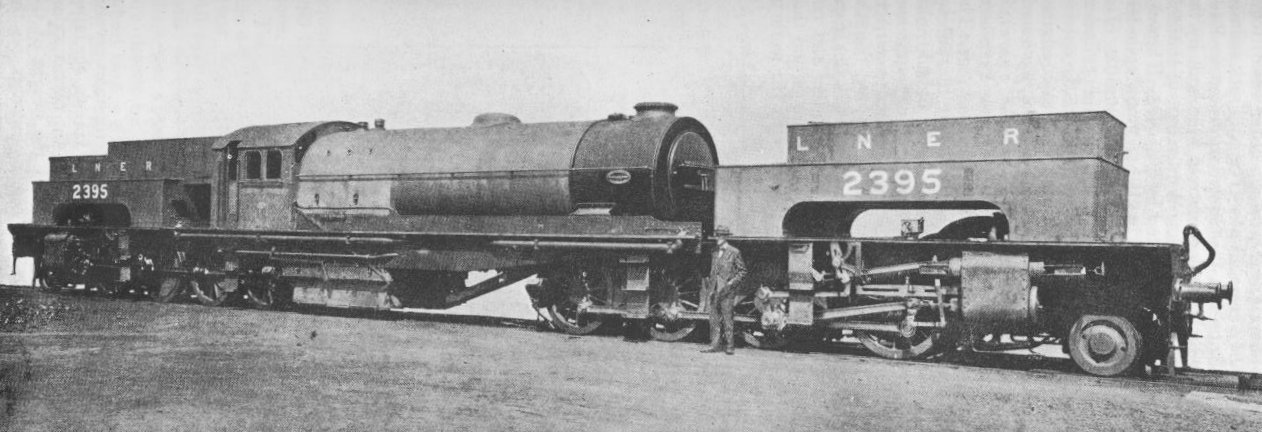
Una Garratt inglese classe U1 appartenente alla London and North Eastern Railway.

### Oceania
In Australia la New South Wales Government Railways, cioè la compagnia dove proprio l'ingegner Garratt aveva lavorato, mise in servizio solo nel 1952 le potenti macchine serie AD60. Pesanti ben 265 tonnellate, con rodiggio 242+242 (Whyte 4-8-4 + 4-8-4), tiravano merci da 1450 tonnellate senza slittare la dove le più moderne macchine diesel fallivano.
Le Tasmanian Government Railways, dopo la classe K, importò la classe M dalla Beyer-Garratt con rodiggio 221+122 (Whyte 4-4-2 + 2-4-4), che ottennero il record di velocità mondiale su ferrovia a scartamento ridotto il 30 novembre 1912 con la velocità di 90 km/h.
In Nuova Zelanda nel 1928 le New Zealand Government Railways misero in servizio le tre Garratt classe G serie 6484–6486. Macchine gigantesche per le ferrovie neozelandesi, rodiggio 231+132, pesanti 126 tonnellate, ebbero una carriera tormentata fatta di continue soste in deposito. Nel 1937 queste eleganti locomotive furono convertite in sei Pacific montando sui gruppi motori nuove caldaie. Avevano la particolarità di avere ben sei cilindri, cioè tre gemelli per gruppo motore, sistema in uso tra le più belle locomotive a vapore veloci europee dell'epoca.

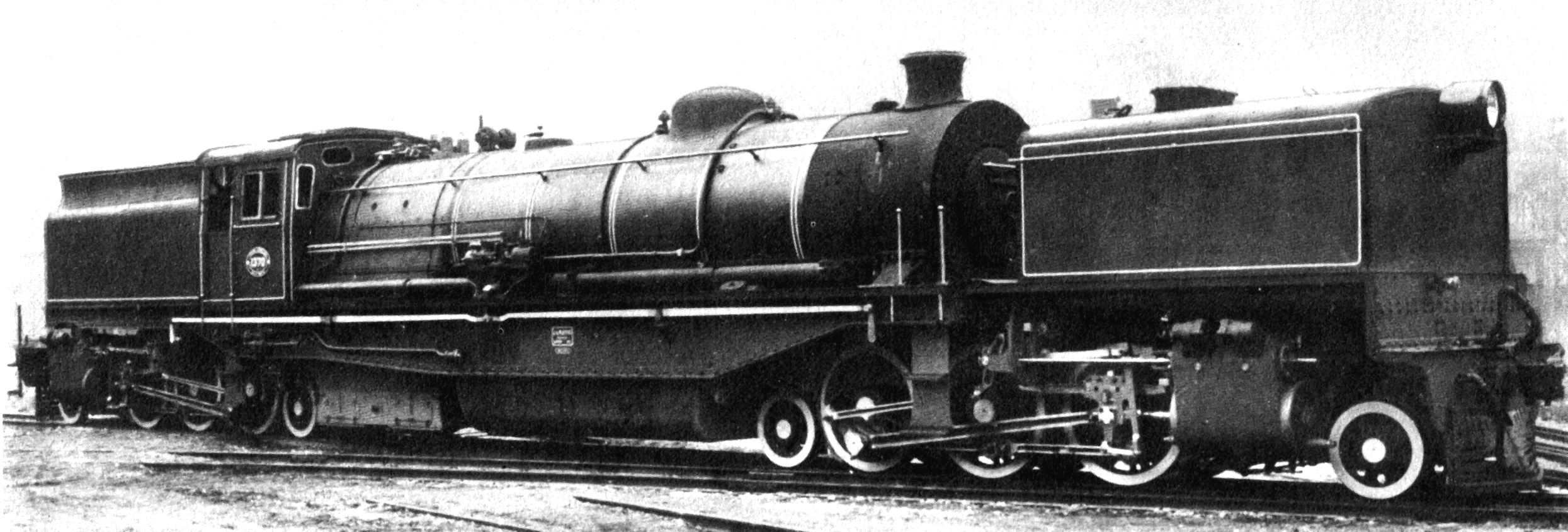
Una Garratt 131+131 delle ferrovie sudafricane.

### Asia
La Turchia ebbe le sue Garratt nel 1927. La Ottoman Railway Company difatti acquisì quell'anno un certo numero di macchine rodiggio 140 + 041.
Quello stesso anno in Birmania le Burma Railways immisero in servizio le macchine classe GA II. Erano macchine a doppia espansione, caso unico, insieme alla classe K. Ad esse fece seguito la versione a singola espansione GA III, acquistata in 3 esemplari.
Tre esemplari prestarono servizio anche nella Ceylon Government Railway, numerate dal 209 al 211. Avevano un rodiggio 131+131.
Non mancarono Garratt in India, grazie alla Bengal Nagpur Railway, poi South Eastern Railway, che ebbe macchine dal non usuale rodiggio 240+042.
La Thailandia, per le sue Garratt, preferì rivolgersi alla ditta tedesca Henschel. Il risultato fu l'aspetto inconsueto, ma elegante, di queste Garratt, dalla cabina chiusa, molto simile alle macchine che circolavano in Germania negli anni '30.
L'Iran ebbe le sue Garratt nel 1936 in numero di quattro. Macchine notevoli, avevano rodiggio 241 + 142, e presso l'Iranian State Railway furono classificate dal numero 418 al 421. Il costruttore era la Hamilton.

### Sud America
Quasi tutti gli stati del Sudamerica si dotarono di Garratt, ma tali complesse macchine incontrarono una buona diffusione solo in Brasile e in Argentina.
In Brasile le prime compagnie a dotarsi di macchine Garratt furono la Mogyana Railway e la Sao Paulo Railway. Si trattavano di macchine dalle dimensioni discrete, adatte alle precarie ferrovie sudamericane. Ma le prime vere potenti macchine arrivarono, sempre nelle ferrovie paoliste, con la classe R2. Infine, anche la Viacao Ferrea do Rio Grande du Sul si dotò nel 1931 di Garratt, ma costruite non da ditte inglesi, bensì dalla tedesca Henschel.
La Colombia si dotò di Garratt costruite dalla Armstrong con rodiggio 230 + 032, che ritirò nel 1944.
La Antofagasta (Chili) & Bolivia Railway ebbe le Garratt nel 1929, e in quello stesso anno anche la Guayaquil & Quito Railway si dotò di tali prestanti macchine.
In Argentina van ricordate le Garratt 131 + 131 della Transandine Railway, acquistate nel 1929.

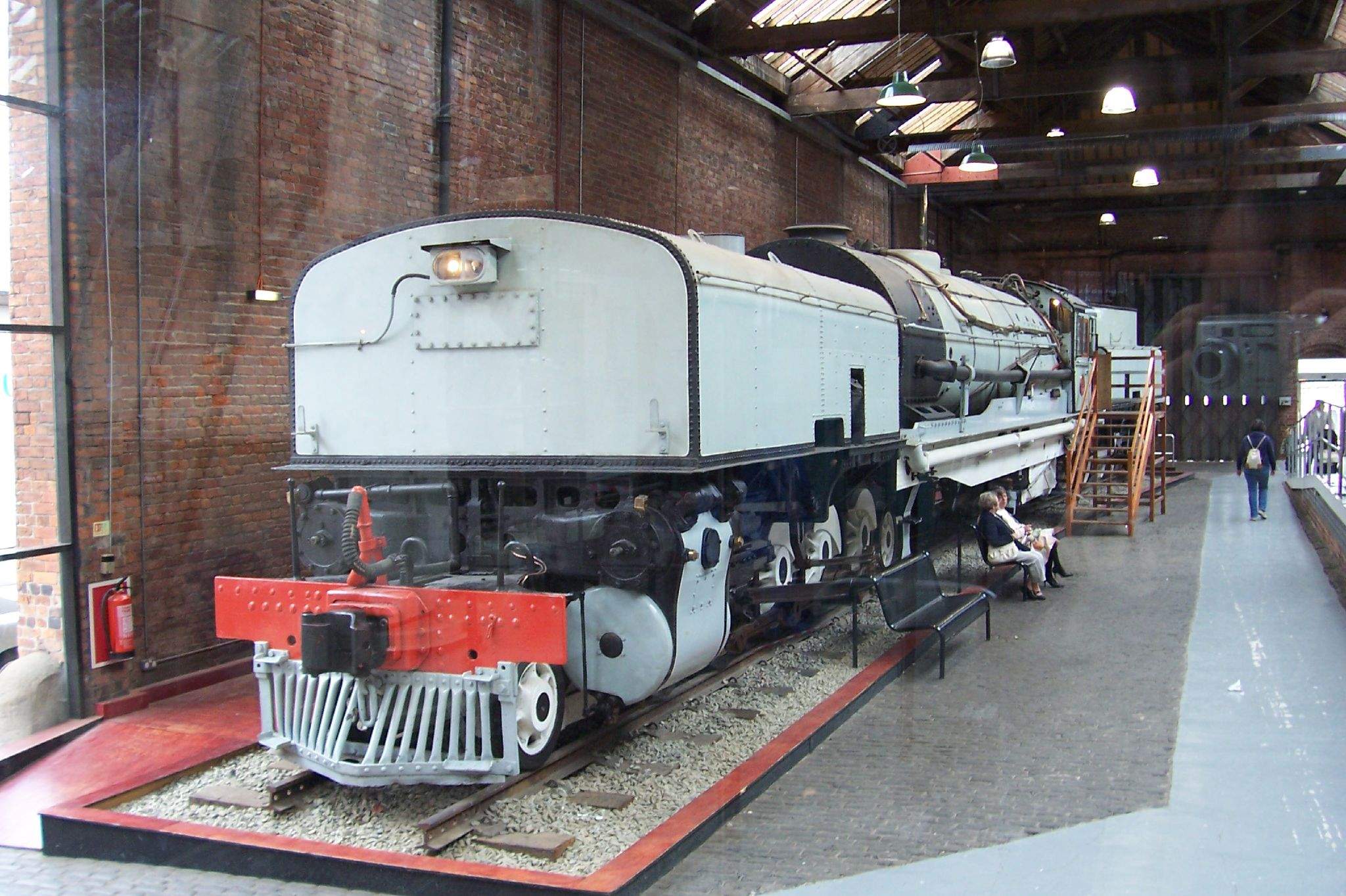
Una delle grosse Garratt sudafricane classe GL al Museum of Science and Industry di Manchester, città sede della ditta Beyer-Garratt e nella quale nacquero molte locomotive di questo tipo.

### Africa

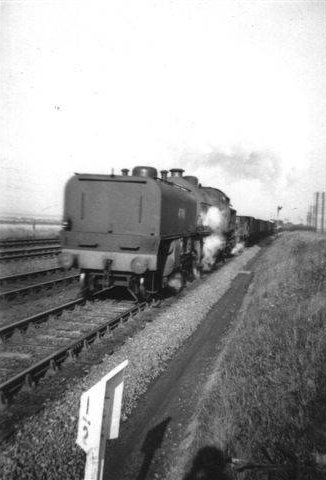
Una Garratt della London, Midland and Scottish Railway in corsa. L'aspetto inconsueto di tale tipologia di macchine appare tutto in questa fotografia.

L'Africa è stato il continente che più di tutti ha visto affermarsi tali macchine: praticamente senza Garratt non ci sarebbero state ferrovie in Africa!
I primi ad importare una Garratt nel Continente Nero furono i belgi in Congo, che dotarono la Compagnie du Chemins du Fer du Congo di macchine di tal genere nel 1911. Erano macchine dal rodiggio 030 + 030, e avevano la particolarità di bruciare olio combustibile invece che carbone. Il carburante era contenuto in cilindri posti sotto il telaio fra i due carrelli, posizione oggi normale per i serbatoi dei locomotori diesel, ma che all'epoca era un'innovazione. Altre modelli seguirono, tanto che il Congo belga divenne fra i luoghi con più Garratt in servizio.
Il Kenya si dotò di piccole Garratt negli anni '20; poi, nel 1932 la Kenya-Uganda Railway iniziò la fortuna serie della classe EC, dall'importante rodiggio 241 + 142, anche se le ruote di trazione erano di 1 metro circa.
Proprio in Kenya, vi prestarono servizio le macchine più potenti, in termini di sforzo di trazione. Le Garratt classe 59 della East African Railways and Harbours sviluppano infatti i 270 kN. Hanno rodiggio 241 + 142, ed è possibile vederle ancora in servizio, riconoscibili anche, oltre che dalle dimensioni eccezionali, dalla livrea rossa. Pesano ben 250 tonnellate.
Nell'Algeria la compagnia francese PLM nel 1931 mise in servizio le sue prime Garratt rodiggio 241-142. Denominate classe YAT1, e costruite dalla Società Franco-Belga di Raismes, diedero risultati assai incoraggianti. Di lì a poco infatti, apparvero le poderose AT1, con rodiggio 231 + 132, macchine imponenti, destinate ai servizi di prestigio, e chiaramente ispirate alle Superpacific che facevano servizio nella rete interna francese, con tanto di schermo parafumi lungo la caldaia, caso unico fra tutte le Garratt. Erano in grado di rimorchiare fino a 790 tonnellate in leggera salita, e prestarono servizio anche in Francia. Seguirono poi le 29 macchine carenate della serie BT, capaci di raggiungere i 120 km/h. Effettuavano il servizio sulla linea Algeri - Orano.
Ma il vero paradiso delle Garratt erano, e tuttora sono, il Sudafrica e lo Zimbabwe. Qui sono entrate in servizio le locomotive di questo tipo più grosse, e qui, ancora oggigiorno, è possibile vederle al traino dei tanti treni d'agenzia organizzati da appassionati del vapore. Fra le tante Garratt entrate in servizio, val la pena di ricordare alcune classi.
Nel 1929 le South African Railways immisero in servizio la 8 locomotive classe GL, macchine dal rodiggio 241 + 142 (Whyte 4-8-2 + 2-8-4). Erano fra le più potenti Garratt mai costruite, con uno sforzo di trazione di 259 kN, e pesavano 211 tonnellate. Leggermente più piccole, ma con lo stesso rodiggio, furono le successive classi GMA e GMAM, il cui peso scendeva a 190 tonnellate. Erano tutte macchine comunque in grado di tirare treni dalle 750 alle 1000 tonnellate, quasi il doppio delle 241 Mountain contemporanee, classe 14.
Fra le ultime Garratt costruite, ci fu la classe 15 per le Rhodesian Railways, con rodiggio 232 + 232. Avevano scartamento di 1067 mm, pesavano 182,4 tonnellate, ma il carico assiale era limitato a 17,5 tonnellate. Avevano un'autonomia di ben 800 km, grazie alle importanti scorte d'acqua, e raggiungevano i 50 km/h in testa a treni passeggeri da 500 tonnellate. È interessante notare le dimensioni di tali macchine, lunghe 28 metri, che comunque ben si iscrivevano nelle curve strette delle ferrovie africane, a dimostrazione della bontà della soluzione Garratt.

## Caratteristiche tecniche
Va innanzitutto detto che la soluzione Garratt non è universalmente accettabile, per via della complessità. Una Garratt richiede comunque quattro cilindri, e la distribuzione del vapore non è semplice a causa dei carri motore che ruotano. Di fatto quindi tali locomotive, pur fornendo prestazioni notevolissime, hanno di contro costi di costruzione e manutenzione non indifferenti.
Una Garratt consiste in un telaio con due gruppi motori alle estremità. Sul telaio trova posto la caldaia, in proporzione più corta e larga rispetto a quella di una macchina tradizionale, le scorte di acqua e di carbone sono una anteriore e l'altra posteriore alla caldaia, ma non gravano sul telaio che sorregge la caldaia stessa, sono invece sostenute dai carrelli motori, e quindi il loro peso aumenta l'aderenza delle ruote motrici.
I gruppi motori, sui relativi carrelli, hanno il comune rodiggio di una macchina tradizionale, tanto che è capitato più volte che macchine tradizionali o Garratt siano state convertite nell'uno o nell'altro senso. Ad esempio, le tre Garratt della New Zealand Government Railways classe G numero 6484–6486 furono convertite in sei Pacific mantenendo invariati i gruppi motori e dotandole di nuove caldaie.
Il telaio poggia sui due gruppi esterni mediante perni regolati automaticamente, in modo tale che, con il consumare le scorte, il peso sugli assi rimanga sempre distribuito proporzionalmente.

### Vantaggi
Il principale vantaggio della formula Garratt è che la caldaia non è stretta fra le ruote motrici, ma è costruita libera fra i due carri motore. Quindi, invece di essere lunga e stretta, è corta e larga, a tutto vantaggio dell'efficienza termodinamica: ci saranno più tubi rispetto a una caldaia di una locomotiva convenzionale (superficie di scambio termico superiore), e questi tubi saranno più corti (minor dispersione di calore). Ugualmente la griglia sarà di forma quadrata, ideale per meglio bruciare il carbone, e neppure la dimensione della griglia è vincolata dalle ruote.
Collegato alle dimensioni della caldaia, va citato il rapporto peso/potenza: la disponibilità di una caldaia più efficiente permetteva alle Garratt di avere la stessa potenza di una macchina convenzionale con un peso minore! Anche il rendimento termodinamico di una Garratt risultava superiore.
Altro importantissimo vantaggio delle Garratt, rispetto alle macchine convenzionali, Mallet comprese, è il fatto che la caldaia non è più rigidamente connessa al gruppo motore. Tale vantaggio lo si vede ancor più confrontando le velocità massime raggiungibili. In Africa le Garratt potevano senza problemi raggiungere i 100 km/h su linee accidentate, quando per le Mallet era pericoloso superare i 50 km/h. Infatti la caldaia, molto bassa in una Garratt, abbassa enormemente il baricentro, e relativa spinta centrifuga nelle curve, (è come se la locomotiva fosse "accucciata" tra i carrelli) cosa che nelle Mallet non può avvenire.
Le Garratt erano poi macchine realmente bidirezionali, ancor di più delle locotender, non richiedendo la giratura, come invece le altre macchine a vapore. In qualsiasi direzione vadano, presentano sempre lo stesso rodiggio, essendo i due gruppi motori simmetrici rispetto alla caldaia.
Il portare le scorte di acqua e carbone poi, si traduceva in un maggior peso attivo, a tutto vantaggio della forza di trazione. Le prestazioni di certe macchine anche su linee a scartamento ridotto sono tuttora ineguagliate da locomotori diesel (che però hanno dalla loro il vantaggio di una minor complessità).
In generale poi, il ben distribuito carico assiale delle Garratt, pur disponendo di potenze simili alle Mallet, le rendeva ideali per le ferrovie con armamento precario, dove le loro prestazioni risultavano ineguagliate.

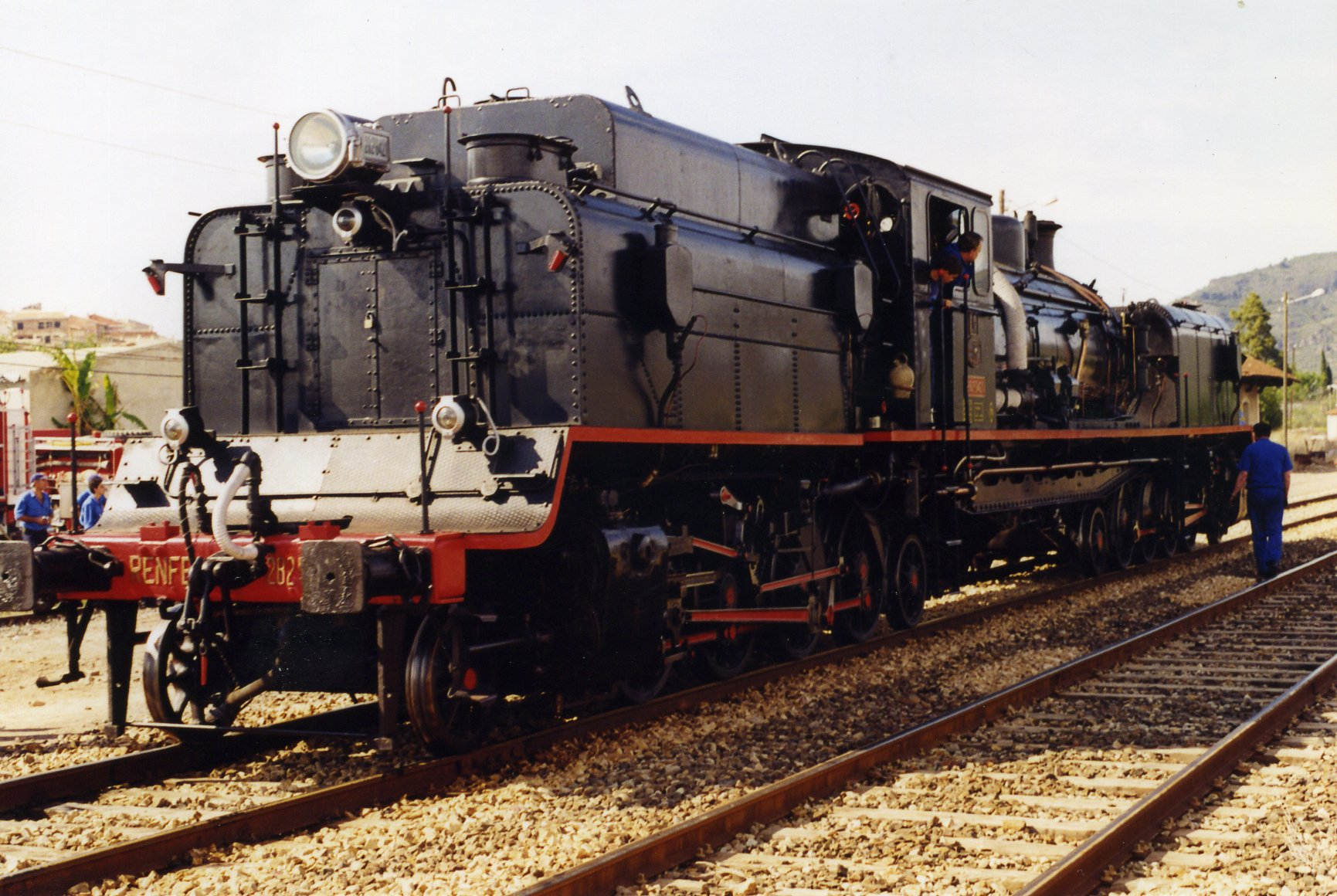
La Garratt spagnola 282F0241, costruita nel 1960 dalla Babcock & Wilcox, rodiggio 241+142, è stata preservata ed è tuttora funzionante. La Spagna fu l'unico altro paese Europeo dove circolò questo tipo di locomotiva a vapore.

### Svantaggi
Il maggior svantaggio delle Garratt, comune anche alle locotender, era la perdita di forza di trazione durante la marcia, a causa del consumo delle scorte di acqua e carbone che ne diminuivano il peso aderente. Per ovviare a tale problema, specie in Africa sulle linee di valico, si ricorreva spesso alla soluzione di agganciare alla locomotiva un carro per l'acqua, in modo tale che rifornendo di acqua il serbatoio del carrello il carico aderente non era soggetto a variazioni. Le Mallet di potenza e soprattutto peso molto elevato non devono curare troppo i problemi di aderenza, e difatti in Nordamerica, dove il carico assiale può essere assai elevato, le Garratt non trovarono spazio.
Il convogliamento del vapore dalla caldaia ai carrelli motori articolati rispetto alla caldaia rende necessaria la adozione di tubi vapore in pressione articolati (snodati) tra caldaie e carrelli; anche se tecnicamente il problema è risolvibile, la soluzione non è economica.
Un altro problema era che con un singolo regolatore si azionavano i quattro cilindri posti a molta distanza fra loro, ed era quindi impossibile regolare un gruppo motore in caso di slittamento che non avesse coinvolto anche quello opposto.
Nelle strette gallerie dell'Australia Occidentale, le Garratt diedero problemi di sicurezza: se si bloccavano all'interno di un tunnel, i macchinisti erano bloccati sulla locomotiva, non potendo passare accanto ai cilindri bollenti. Due macchinisti morirono in un incidente del genere nel 1940.

### Conclusioni
Concludendo, è stato fatto notare che mentre le locomotive convenzionali alla scomparsa della macchina a vapore avevano ormai esaurito tutto il loro potenziale in fatto di dimensioni, ciò non era avvenuto per le Garratt. Difatti sia in dimensioni che in prestazioni le Garratt avrebbero ancora molta strada da fare, e solo la complessità di tali macchine ne ha fatto abbandonare la costruzione di nuovi modelli.